# 波多黎各獨立黨
波多黎各獨立黨（西班牙語：Partido Independentista Puertorriqueño，縮寫为PIP）是美國波多黎各的一個政黨，支持波多黎各獨立運動，是波多黎各三大政黨之一，更是波多黎各歷史第二長的政黨。
理念與波多黎各獨立黨相同的人常被稱作「independentistas」、「pipiolos」或在英語文化圈（Anglosphere）中被稱作「支持獨立運動分子」（pro-independence activists）。该党的主席魯本·貝里奧斯（Rubén Berríos）同時也是社會黨國際的名誉主席。
波多黎各獨立黨受到了社會黨國際以及一些拉丁美洲政黨的支持。此外，波多黎各獨立黨與一些以暴力進行抗議活動的政黨有結盟關係，但是從未與暴力活動有直接牽連。

## 历史

### 成立
波多黎各独立党起源于波多黎各独立运动中的选举派系。它是当地独立党派中最大并且在选举中当选的分支。波多黎各獨立黨在1946年10月20日，於Gilberto Concepción de Gracia的主導下成立，他感到独立运动被人民民主黨（Partido Popular Democrático）出賣，運動的最終目的應該是爭取波多黎各獨立。

### 1970年代
1971年，該黨的州長競選參選人鲁本·贝里奥斯在Culubra組織了一個針對美國海軍的抗議行動。在1972年選舉中，波多黎各獨立黨在社會主義者以及保障勞工及底下階層陣營中的支持率獲得了歷史性的增長。